# Léon Guiard
Pour les articles homonymes, voir Guiard.
Léon Guiard (Léon Ernest Guiard), né le 2 décembre 1918 à Pont-l'Abbé (Bretagne, France) et mort le 7 décembre 1987 à Brest, fut président de la Ligue de l'Ouest de Football (aujourd'hui Ligue de Bretagne de football) de 1981 à 1987. 

## 1933-1961: La passion du football et d'un club
Né à Pont-l'Abbé, rue du bout du pont, en 1918 en Cornouaille, Léon Guiard s'expatrie très rapidement avec sa famille dans le Pays de Léon (Nord Finistère). Devenu Brestois en 1925, il ne quittera plus guère le grand port du Ponant. Il y fait ses études secondaires au lycée de Brest, avant de quitter la Bretagne pour Paris et poursuivre des études de pharmacie. Ce n'est qu'en 1943 qu'il s'installera dans ses meubles brestois, comme pharmacien, dans le quartier de Recouvrance. Il vit alors l'atroce siège de la ville encore occupée par les forces allemandes et le déferlement de 3 000 avions anglo-américains sur Brest, qui redoublent de bombardement sur la ville à l'arrivée des troupes américaines, en août et septembre 1944. Brest transformée en champ de bataille, il vivra dans l'angoisse de la mort, restant parfois sans pouvoir bouger dans les nombreux "glacis" de la ville, donc en terrain découvert.
Fort heureusement, il avait déjà été "touché" par autre chose : le virus du football. En 1933-1934, il joue au patronage "Le Celtique" à Brest. Un court passage et l'année suivante il se retrouve à l'AS Brestoise (ASB). Il sera ailier droit en équipe réserve puis gardien de but après la seconde guerre mondiale. "Je n'étais pas un foudre de guerre, j'aimais sortir avec mes copains" dira-t-il plus tard. Ce maillot bleu ne le quittera plus jusqu'en 1961 car vingt-six ans durant il lui sera fidèle.
Cette année aurait pu marquer le terme de sa carrière sportive. Mais, à 42 ans, il est déjà membre du comité directeur de l'ASB. C'était la grande époque du club, où il brillait en CFA et disputa même sa finale contre le Gazélec d'Ajaccio. C'est aussi l'époque où, sur les conseils du dirigeant de l'ASB Guy Rivoallan, il entre au comité directeur du district Finistère Nord. Au décès de ce dernier, il est élu vice-président, son ami Paul Abaléa occupant le poste de président.
En 1967, toujours vice-président et trésorier de l'ASB, Léon Guiard, visionnaire, déclare que le professionnalisme est viable à Brest, mais uniquement avec le soutien de la municipalité. C'est lui-même qui ira présenter et soutenir le projet brestois auprès du Groupement des clubs autorisés. Le 22 mai de cette même année, la mairie de Brest refuse son appui à l'ASB. À la fin de la saison, la descente en Division d'Honneur enlèvera à l'ASB tous ses espoirs de professionnalisme. Son grand rival, le Stade brestois, franchira un peu plus de dix ans plus tard le passage vers le professionnalisme.

## 1963-1987: Au service des footballs breton et français
En 1963, il fait ses premiers pas à la Ligue de l'Ouest comme membre de la commission sportive régionale. C'est le premier pas qui va le conduire à la présidence de cette même Ligue. En 1970, il remplace Gaby Pont au conseil de Ligue. Le président Jean Noury s'étant retiré en 1976, Gilbert Béhier prend sa suite et Léon Guiard se retrouve propulsé vice-président général. Lorsque le 1er juillet 1981, la Sarthe et la Mayenne sont obligés par la loi à quitter la Ligue de l'Ouest (LOF) pour former la Ligue du Maine, Léon Guiard devient président d'une ligue qui ne compte plus que des départements bretons, à l'exception de la Loire-Atlantique. 
Gilbert Béhier, Sarthois d'origine, est en effet contraint de quitter le giron de la Ligue et Léon Guiard se retrouve tout naturellement à la tête d'une des plus importantes ligues de France. La LOF va alors déployer une intense activité sous l'impulsion du président Guiard, excellent gestionnaire, homme aimable toujours à l'écoute, qui entraîne le conseil de la Ligue à sa suite. C'est alors la construction du nouveau siège de la LOF, adapté aux besoins des clubs ; le développement de la politique des jeunes, en favorisant la création d'un championnat de l'Ouest ; le rajeunissement de la Coupe de l'Ouest ; une politique innovatrice dans l'information, en particulier avec les techniques de l'informatique. Le tout en faisant appel à des sponsors dynamiques. 
Les activités de Léon Guiard ne s'arrêtent pas aux limites de la Ligue. Titulaire de la médaille d'or de la FFF et de la Ligue de l'Ouest, il est fait chevalier de l'ordre national du Mérite et reçoit cette distinction en novembre 1984 des mains de Fernand Sastre, le président de la FFF. En septembre 1985, il est coopté membre de la Commission fédérale d'appel de la Fédération française de football (FFF) par son président Jean Fournet-Fayard et siège même à la Commission paritaire du comité régional olympique et sportif. 
Le samedi 5 décembre 1987, Léon Guiard préside, à Rennes, l'assemblée générale extraordinaire de la LOF et se prépare à fêter avec entrain, le 19 mars 1988, le 70e anniversaire de la Ligue de l'Ouest, alors qu'il ne compte pas se représenter à sa propre succession. "J'aurai 70 ans en 1988. Un nouveau mandat me mènerait à 74. Ce ne serait pas raisonnable. C'est trop de responsabilités et les déplacements sont si fréquents que je ne suis que trop rarement chez moi. J'ai beaucoup donné au football, il me faut maintenant songer à ma famille et à mon épouse en particulier". Mais alors que le dimanche matin encore il se promène dans les rues de Brest, il est pris d'un malaise dans la soirée. Transporté dans une clinique, il y décède dans la nuit du 6 au 7 décembre, victime d'une rupture d'anévrisme.
Le football breton fut très choqué par la mort subite de son président réformateur qui avait aidé la LOF à trouver les solutions pour garder ses licenciés en résistant à la pression d'une démographie descendante. En hommage à son ancien président, la Ligue de Bretagne remet tous les ans le "Challenge Léon Guiard", un joli trophée de verre, à l'un de ses dirigeants particulièrement méritant. Son fils, Philippe Guiard, était il y a quelques années encore médecin spécialiste en médecine et biologie du sport. Son cabinet se situait sur les lieux de la pharmacie. La passion du sport est ancrée dans la famille Guiard.